# 쿠스코? 쿠스코!
《쿠스코? 쿠스코!》(영어: The Emperor's New Groove)는 월트 디즈니 피처 애니메이션이 2000년 제작한 미국의 버디 만화 영화이다.

## 줄거리
남아메리카의 잉카 황제 쿠스코는 평생 응석받이로 자라 터무니없이 자만심이 강해졌다. 18번째 생일을 하루 앞두고 쿠스코는 근처 마을을 허물고 그 자리에 호화로운 여름 별장을 짓겠다는 계획을 발표하는데, 마을의 지도자인 파차의 반대에도 불구하고 강행하려 한다. 쿠스코는 또한 자신의 나이 많은 조언자이자 연금술사 이즈마가 자신의 임무를 가로채고 있다는 것을 알게 되고 그녀를 해고한다. 이즈마와 그녀의 어수룩한 조수 크롱크는 이즈마의 해고 소식이 공개되기 전에 쿠스코의 포도주에 독을 타서 제국을 장악할 음모를 꾸민다. 그러나 크롱크는 이즈마의 연구실에서 잘못된 화학 바이알을 가져와 실수로 쿠스코를 라마로 변하게 한다. 이즈마는 크롱크에게 쿠스코를 기절시켜 도시 밖으로 데려가 죽이라고 명령한다. 양심의 가책과 일련의 사고로 인해 크롱크는 의식을 잃은 쿠스코가 들어있는 자루를 떨어뜨린다. 자루는 파차의 수레 뒤에 떨어지고, 크롱크가 그를 따라잡기 전에 파차는 도시를 떠난다.
쿠스코는 파차의 뒷마당에서 깨어나 기억의 일부를 잃었다. 파차가 자신을 변신시키고 납치했다고 믿은 쿠스코는 파차에게 자신을 집으로 데려다 달라고 명령한다. 파차는 쿠스코가 마음을 바꾸고 여름 별장을 다른 곳에 짓지 않는 한 돕기를 거부한다. 쿠스코는 파차의 경고에도 불구하고 오만하게 파차의 요구를 거절하고 혼자 밀림으로 모험을 떠난다. 쿠스코는 재규어의 추격을 받지만 파차가 그를 구한다. 쿠스코는 마지못해 파차가 자신을 집으로 데려다주면 여름 별장 건설 부지를 옮기겠다고 동의한다. 궁궐로 가는 도중 쿠스코는 약속을 어기려 한다. 그와 파차는 무너지는 다리 위에서 싸우다가 악어와 무너지는 절벽에서 탈출하기 위해 함께 일할 수밖에 없게 된다. 한편, 이즈마는 크롱크가 쿠스코를 놓쳤다는 것을 알게 되고 둘은 그를 찾으러 나선다. 길가의 식당에서 파차와 쿠스코는 이즈마와 크롱크와 동시에 도착하지만, 처음에는 서로를 알아보지 못한다. 그러나 크롱크는 파차를 거의 알아보게 되고, 파차는 이즈마가 쿠스코를 죽이려는 계획을 엿듣는다. 그는 쿠스코를 몰래 식당 밖으로 데리고 나가지만 쿠스코는 파차의 경고를 믿지 않는다. 쿠스코와 파차는 다시 싸우고 헤어진다. 쿠스코는 이즈마와 크롱크에게 거의 다가갔지만, 그들이 자신을 죽일 계획을 논의하는 것을 엿듣는다. 그들은 또한 쿠스코의 신하들이 그의 명백한 죽음에 슬퍼하지 않았다고 언급한다. 이즈마의 본모습에 대한 환상이 깨진 쿠스코는 파차에게 사과하기 위해 밀림으로 도망치지만 그를 찾을 수 없다.
다음날 아침, 쿠스코는 라마처럼 사는 것을 체념하지만 파차를 찾아 둘은 화해한다. 한편, 크롱크는 이전에 파차를 어디에서 보았는지 기억해내고 이즈마에게 말한다. 쿠스코와 파차는 파차의 마을로 돌아오는데, 이즈마와 크롱크가 파차의 집에 멀리 떨어진 친척 행세를 하고 있다는 것을 알게 된다. 파차의 가족은 파차와 쿠스코에게 시간을 벌어주기 위해 이즈마를 방해한다. 그러나 이즈마와 크롱크는 이즈마의 연구실에서 둘을 마주치게 된다. 이즈마의 명령에도 불구하고 크롱크는 다시 양심의 가책을 느끼고, 이즈마는 계속해서 그를 모욕하며 그는 이즈마를 죽이려 한다. 이즈마는 크롱크를 함정으로 떨어뜨린다. 파차와 쿠스코가 이즈마와 그녀의 경비병들로부터 도망칠 때, 쿠스코는 여러 가지 다른 물약을 시도하지만 성공하지 못한다. 어떤 바이알이 "인간" 물약인지 알아낸 후, 쿠스코, 파차, 이즈마는 그것을 두고 싸운다. 이즈마는 다른 물약 중 하나에 의해 고양이로 변하고, 파차는 궁궐 옆에서 거의 떨어질 뻔한다. 이것은 쿠스코가 파차를 구하도록 강요하여 이즈마가 바이알을 가져가게 한다. 팀워크와 크롱크의 뜻밖의 도움으로 둘은 이즈마를 물리치고 바이알을 되찾는다. 다시 인간이 된 쿠스코는 자신이 상처를 준 사람들과 화해하고 파차의 마을 근처 무인 언덕에 훨씬 작은 여름 별장을 짓는다. 한편, 크롱크는 스카우트 대장이 되고, 여전히 고양이인 이즈마는 마지못해 그 일원이 된다.

## 출연진 (미국/대한민국)
- 쿠스코 - 데이비드 스페이드 / 심현섭
- 파차 - 존 굿맨 / 김진태
- 이즈마 - 어사 키트 / 나수란
- 크롱크 - 패트릭 워버턴 / 홍성헌
- 치차 - 웬디 맬릭 / 김옥경
- 차카 - 켈라이얀 켈소 / 이애정
- 티포 - 엘리 러셀 리네츠 / 오승윤

기타배역: 이재용, 서문석, 유동현, 장승길, 최병상 & 안경진

## 음악
"완벽한 새상" / "완벽한 새상 반복곡"
노래: 김성기, 서울모던 함창단
제작: 스팅과 데이비드 할틀리
추가 제작: 애드원
개사: 박원빈
편곡, 관현악 작곡과 지휘: 데이비드 할틀리

## 제작진
연출: 박원빈
번역: 민숙원
음악 감독: 이나리메
음악 녹음과 믹싱: 프랭크 울프
대사 녹음: 애드원
노래 녹음: 애드원
크리에이티브 수퍼바이져: 진성준
한국어 제작: Disney Character Voices International, Inc.